# Jim Fritsche
James Alfred Fritsche, detto Jim (Saint Paul, 10 dicembre 1931 – Saint Paul, 28 febbraio 2019), è stato un cestista e allenatore di pallacanestro statunitense, professionista nella NBA.

## Carriera
Venne selezionato dai Minneapolis Lakers al primo giro del Draft NBA 1953 (8ª scelta assoluta).